# Dampierre-en-Burly
Dampierre-en-Burly é uma comuna francesa na região administrativa do Centro, no departamento Loiret. Estende-se por uma área de 48,16 km². Em 2010 a comuna tinha 1 517 habitantes (densidade: 31,5 hab./km²).